# Thou Shalt Not (film 1919)
Thou Shalt Not è un film muto del 1919 diretto da Charles Brabin.

## Produzione
Il film fu prodotto dalla Fox Film Corporation.

## Distribuzione
Distribuito dalla Fox Film Corporation, il film uscì nelle sale cinematografiche USA il 23 novembre 1919.